# Zvonilka a Velké hry
Zvonilka a Velké hry nebo Zvonilka a Velké hry v Hvězdné roklince, anglicky  Pixie Hollow Games je americký animovaný film společnosti Walta Disneye z roku 2011, jde o první krátkometrážní snímek ze stejnojmenné animované filmové série o létající víle Zvonilce. Film pojednává o fiktivních sportovních hrách (jakési fiktivní obdobě olympiády), které se konají každoročně ve Hvězdné roklince na úpatí Stromu obrození (Pixie Hollow). Ačkoliv se jméno víly Zvonilky objevuje v názvu filmu, Zvonilka zde fakticky vystupuje pouze jako vedlejší dějová postava (na rozdíl od všech celovečerních filmů). Hlavní postavou je zde víla-zahradnice Rozeta a její vílí kolegyně Chloe, které dokážou senzačně vyhrát tyto třídenní vílí sportovní hry.
Podstatou děje tohoto krátkého snímku je to, že víly-zahradnice jsou víly krasomilné a jen málo sportovně založené, při každých Velkých hrách vypadnou ihned po prvním závodním kole. Tuto neblahou tradici se snaží zlomit nová víla Chloe, která pilně trénuje. Jako parťačku dostane Zvonilčinu dobrou kamádku vílu Rozetu, která ovšem dbá více na parádu než na sport a fyzickou kondici, navíc se štítí slizu a bláta. Oběma vílám se nakonec po společném úsilí podaří hry senzačně vyhrát a porazit i dosavadní čtyřnásobné vítězky her, víly hromobijky.

## Zpěv písně
- Ivana Korolová